# Steve Miller
Steve Miller (* 5. října 1943 Milwaukee, Wisconsin) je americký kytarista a písničkář. Proslavil se jako frontman skupiny Steve Miller Band. Na počátku své kariéry se věnoval blues a blues rocku. Postupem času se zaměřil na styl orientovaný na pop a v období od poloviny 70. let do počátku 80. let 20. století vydal řadu úspěšných singlů a alb.

## Mládí
V kontaktu s hudbou byl již od útlého dětství. Svoji matku popisoval jako zpěvačku-amatérku ovlivněnou jazzem. Millerův otec George, známý také pod přezdívkou Sonny, byl povoláním patolog. George Miller byl ovšem také jazzový nadšenec a mistr zvuku. Častými hosty v domě Millerových byli například kytarový virtuos Les Paul a jeho žena Mary Fordová. Na jejich svatbě v prosinci roku 1949 jim šli Millerovi za svědky. Les Paul slyšel hrát pětiletého Steva Millera na kytaru a povzbuzoval ho, aby v hraní pokračoval.
V roce 1950 se Millerovi přestěhovali do Texasu a sedmiletý Steve začal navštěvovat St. Marks’s School v Dallasu, kde ve patnácti letech založil svoji první kapelu The Marksmen. Svého bratra Buddyho učil hrát na basovou kytaru a spolužáka Boze Scaggse, budoucího slavného amerického zpěváka, skladatele a kytaristu, naučil několik kytarových akordů, aby se mohl ke skupině také připojit. Svá středoškolská studia Miller dokončil v roce 1961 ve Woodrow Wilson High School.
V roce 1962 se Miller vrátil do rodného Wisconsinu a začal navštěvovat University of Wisconsin-Madison, kde vytvořil kapelu The Ardells. O rok později se ke kapele připojil Boz Scaggs a o další rok později se členem kapely stal Ben Sidran, budoucí slavný jazzový a rockový pianista. Po návratu z dánské Univerzity v Kodani, kde strávil poslední semestr svých studií, se Miller rozhodl školu opustit a plně se soustředit na svou kariéru hudebníka.
Na otázku které okamžiky své kariéry považuje za nejlepší, Miller odpověděl:
„Asi to byl otcův vztah s Les Paulem a T-Bone Walkerem, když jsem byl malý. Vyrůstal jsem v Dallasu, byl jsem součástí fenomenální hudební scény. Našel jsem způsob, jak se věnovat tomu, co jsem opravdu chtěl dělat. To je pro dítě opravdu důležité. Ke konci mého studia na univerzitě se mě rodiče zeptali: ‚Steve, co chceš teď dělat?‘ Odpověděl jsem jim: ‚Chci jet do Chicaga a hrát blues.‘ Můj otec se na mě podíval, jako bych byl šílený. Ale moje matka řekla: ‚Jeď tam teď hned.‘ Tak jsem tam jel. A bylo to skvělé období. Hrál jsem s Muddym Watersem a Howlin’ Wolfem. Pracoval jsem s dospělými a uvědomil si, že hudba je to, co chci dělat a co miluji.”
Po návratu z Dánska se Miller přestěhoval do Chicaga a ponořil se do místní bluesové scény. Během této doby spolupracoval s hráčem na harmoniku Paulem Butterfieldem a jamoval s bluesovými velikány jako Muddy Waters, Howlin' Wolf nebo Buddy Guy. Všichni tito lidé nabádali mladého kytaristu, aby se hudbě nadále věnoval. V roce 1965 Miller spolu s Barry Goldbergem založili Goldberg-Miller Blues Band a začali se objevovat na chicagské klubové scéně. Podepsali smlouvu s nahrávací společností Epic Records, vydali single „The Mother Song“ a brzy se jejich stálou scénou stal jeden bluesový klub v New Yorku.
Po návratu z New Yorku byl Miller zklamán stavem chicagské bluesové scény. Přestěhoval se proto do Texasu v dobré víře, že zde dokončí své studium na Texaské univerzitě v Austinu, Situace na univerzitě ho ovšem naprosto rozčarovala, a tak odjel do San Francisca. Svých posledních 5 dolarů utratil za lístek na koncert skupin Butterfield Blues Band a Jefferson Airplane. Miller si hudební scénu v San Franciscu tak zamiloval, že se rozhodl zůstat.

## Steve Miller Band
V roce 1967 Miller založil Steve Miller Band (původní název skupiny byl The Steve Miller Blues Band). Skupina například doprovázela Chucka Berryho na jeho albu Live at Fillmore Auditorium. V roce 1968 vydal Steve Miller Band své debutové album s názvem Children of the Future. Jednalo se o první z řady alb, která vycházela ze stylu psychadelického blues. Tento hudební proud si později v San Franciscu získal velkou oblibu. Na albu Children of the Future i na následujícím albu Sailor se skupinou spolupracoval také Boz Scaggs.
Po vydání Children of the Future následovala alba Sailor, Brave New World, Your Saving Grace a Number 5. Tato alba se úspěšně umístila v americkém žebříčku Billboard 200 chart, ovšem z žádného z alb nevzešel skutečný hit. Písně z tohoto období byly vydány také na dvojalbu s názvem Anthology, na kterém hostoval mimo jiné Paul McCartney.
Druhé období Millerovy kariéry začíná v roce 1973 vydáním alba The Joker. Toto album se vyznačuje slábnoucím vlivem hard rocku a jednodušší kompozicí. Album bylo velmi často hráno v rádiích. Singl „The Joker” obsadil první příčku jak v žebříčku Billboard Hot 100 tak v britské hitparádě UK Singles Chart.
V roce 1976 vydal Miller album Fly Like an Eagle a o rok později Book of Dreams. Písně na tyto alba byly nahrány současně a vydány jako dvě samostatná alba. Představují vrchol Millerovy kariéry. Umístily se na vrchních příčkách žebříčků alb. Singly z těchto alb, jako například „Fly Like An Eagle”, „Rock’n Me”, „Také the Money and Run“, „Jet Airliner“ nebo „Jungle Love“, byly komerčně velmi úspěšné. V roce 1978 podnikli Steve Miller Band se skupinou The Eagles společné turné.

## 80. léta 20. století až do současnosti
Miller byl co se týče hudebního průmyslu velmi podnikavý. Uvědomil si, že za každou jednotlivou píseň na albu dostane zaplaceno bez ohledu na délku její délku. Proto z písně „Sacrifice“ z alba Book of Dreams oddělil prvních 57 sekund, nazval ji „Electro Lux Imbroglio“ a vydal zvlášť. Tím vydělal tisíce dolarů navíc.
Po tomto úspěšném období si Miller dal od psaní a koncertování na čas přestávku. Další album Circle of Love vydal až v roce 1981. Nemělo však příliš velký úspěch a proto se o rok později rozhodl Miller vrátit k popu a vydal album Abracadabra, které se stalo jeho posledním úspěšným albem. Později následovala další alba, neměla ovšem valný ohlas, a proto se v roce 1993 rozhodl Miller skládání a vydávání na delší čas zanechat.
Přestože byl komerční úspěch kapely The Steve Miller Band do určité míry omezený, byla kapela velmi oblíbená.
V roce 2010 vydal Miller album Bingo!, které obsahuje coververze bluesových písniček. Toto album vyšlo po 17 letech od posledního. V roce 2011 vyšlo prozatím poslední Millerovo studiové album s názvem Let Your Hair Down.